# Трифільєв Євген Парфенович
Євген Парфенович Трифільєв (5 січня 1867 - 17 серпня 1928) - історик, архівіст, краєзнавець.

## Життєпис
Є. П. Трифільєв народився 5 січня 1867 року  у Маріуполі у родині купця. Середню освіту здобув у маріупольській гімназії.  
Протягом 1886–1890 років навчався на юридичному (один семестр) та історико-філологічному факультетах (історичне відділення) Харківського університету. 
Працював викладачем у харківських середніх навчальних закладах. Водночас був хранителем фондів Музею мистецтв та старовини при Харківському університеті.
У 1901 році після проходження магістерського іспиту отримав вчене звання приват-доцента за спеціальністю російська історія і розпочав науково-педогогічну діяльність в Харківському університеті. 
У 1905 році Харківський університет присудив йому ступінь  магістра  російської історії за “Очерки из истории крепостного права в России. Царствование Павла І” (Х., 1904), для написання яких автор дослідив архівні документи
Сенату і Державної Ради. 
З 1911 року  вчений працював  професором та завідувачем кафедри російської історії,  секретарем історико-філологічного факультету Новоросійського університету в Одесі.. 
Після 1920 року  очолював кафедру російської історії в Одеському інституті народної освіти (ОІНО), викладав в Археологічному інституті. Був  головою секції  Одеської комісії краєзнавства при ВУАН. Брав участь в археологічних розкопках поблизу  Одеси. 
В останні роки життя був залучений Одеським губернським архівним управлінням до розробки архівних фондів в Одесі. За дорученням місцевого істпарту розробляв історію аграрних рухів 1905 року в Херсонській губернії. Пізніше ці архівні документи стали основою для написання наукових праць.
Автор понад 20 наукових праць (зокрема, 2 монографій, 3 брошур, близько 20 наукових статей).
Помер 17 серпня 1928 року в м. Одеса.

## Праці
- Очерки из истории промышленности Слободской Украины. – 1.: Селитроварение, XVII – XIX вв. – Харьков, 1894. – 37 с.
- Очерки по истории крепостного права в России. Царствование імператора Павла І. – Харьков, 1904. – 360 с.
- К биографии В. Н. Кармазина. Дело о закладной. – Харьков, 1913. – 8 с.
- Крестьянские волнения в Одесщине в 1905 году// 1905 год. Революционное движение в Одессе и Одесщине. – Одесса, 1925. – С. 102 – 132.

## Нагороди
- Орден Св. Володимира 4 ст.
- Орден Св. Анни 2, 3 ст.
- Орден Св. Станістава 2. 3 ст.